# Cantonul Sainte-Foy-la-Grande
Cantonul Sainte-Foy-la-Grande este un canton din arondismentul Libourne, departamentul Gironde, regiunea Aquitania, Franța.

## Comune
- Caplong
- Eynesse
- Les Lèves-et-Thoumeyragues
- Ligueux
- Margueron
- Pineuilh
- Riocaud
- La Roquille
- Saint-André-et-Appelles
- Saint-Avit-de-Soulège
- Saint-Avit-Saint-Nazaire
- Sainte-Foy-la-Grande (reședință)
- Saint-Philippe-du-Seignal
- Saint-Quentin-de-Caplong